# Prix Décembre
De Prix Décembre, oorspronkelijk bekend als de Prix Novembre, is een van de belangrijkste literaire prijzen van Frankrijk. De prijs werd in 1989 opgericht onder de naam Prix Novembre door Philippe Dennery, directeur van een bedrijf dat luxe kantoorartikelen produceert. In 1998 trad de oprichter af nadat hij het niet eens was met de toekenning van de prijs aan de roman Elementaire deeltjes van Michel Houellebecq. De prijs kreeg toen een nieuwe beschermheer – Pierre Bergé – en een nieuwe naam: Prix Décembre.
De prijs wordt ieder jaar eind oktober of begin november uitgereikt. De bekendmaking vond aanvankelijk plaats in Hotel Meurice in Parijs, later in Hotel Lutétia. In 2014 bedroeg de prijs 30.000 euro. In 2019 werd dit bedrag door de nieuwe sponsor, de Fondation Pierre-Bergé-Yves-Saint-Laurent, gehalveerd.

## Prix Novembre
- 1989 – Guy Dupré, Les Manoeuvres d'automne, uitgever: Olivier Orban
- 1990 – François Maspero, Les Passagers du Roissy-Express, Seuil
- 1991 – Raphaël Confiant, Eau de café, Éditions Grasset
- 1992 – Henri Thomas, La Chasse au trésor, Gallimard, en Roger Grenier, Regardez la neige qui tombe, Gallimard
- 1993 – René de Obaldia. Exobiographie, Grasset
- 1994 – Jean Hatzfeld, L'Air de guerre, L'Olivier, en Éric Holder, La Belle Jardinière, Le Dilettante
- 1995 – Jean Échenoz, Les Grandes Blondes, Minuit
- 1996 – Régis Debray, Loués soient nos seigneurs: une éducation politique, Gallimard
- 1997 – Lydie Salvayre, La Compagnie des spectres, Seuil
- 1998 – Michel Houellebecq, Les Particules élémentaires, Flammarion

## Prix Décembre
- 1999 – Claude Askolovitch, Voyage au bout de la France: Le Front National tel qu'il est, Grasset
- 2000 – Anthony Palou, Camille, Bartillat
- 2001 – Chloé Delaume, Le Cri du sablier, Léo Scheer
- 2002 – Pierre Michon, Abbés, en Corps du Roi, Verdier
- 2003 – Régis Jauffret, Univers, univers, Verticales
- 2004 – Philippe Forest, Sarinagara, Gallimard
- 2005 – Charles Dantzig, Dictionnaire égoïste de la littérature française, Grasset
- 2006 – Pierre Guyotat, Coma, Mercure de France
- 2007 – Yannick Haenel, Cercle, Gallimard
- 2008 – Mathias Énard, Zone, Actes Sud
- 2009 – Jean-Philippe Toussaint, La Vérité sur Marie, Minuit
- 2010 – Frédéric Schiffter, Philosophie sentimentale, Flammarion
- 2011 – Jean-Christophe Bailly, Le Dépaysement. Voyages en France, Seuil, en Olivier Frébourg, Gaston et Gustave, Mercure de France
- 2012 – Mathieu Riboulet, Les Œuvres de miséricorde, Verdier
- 2013 – Maël Renouard, La Réforme de l'opéra de Pékin, Payot et Rivages
- 2014 - Elisabeth Roudinesco, Sigmund Freud, en son temps et dans le nôtre, Seuil
- 2015 - Christine Angot, Un amour impossible, Flammarion
- 2016 - Alain Blottière, Comment Baptiste est mort, Gallimard
- 2017 - Grégoire Bouillier, Le Dossier M, Flammarion
- 2018 - Michael Ferrier, François, portrait d’un absent, Gallimard
- 2019 - Claudie Hunzinger,	Les Grands Cerfs, Grasset
- 2020 - Grégory Le Floch, Parcourir le monde et d'y rôder, Christian Bourgois
- 2021 - Xavier Galmiche, Le Poulailler métaphysique, Le Pommier
- 2022 - Lola Lafon, Quand tu écouteras cette chanson, Stock
- 2023 - Kevin Lambert, Que notre joie demeure, Le Nouvel Attila